# De Frente com Gabi
De Frente com Gabi foi um programa de entrevistas brasileiro apresentado por Marília Gabriela no SBT.

## Resumo
| Fase | Fase | Exibição original   | Exibição original       |
| Fase | Fase | Estreia             | Final                   |
| ---- | ---- | ------------------- | ----------------------- |
|      | 1    | 1 de março de 1998  | 31 de março de 2000     |
|      | 2    | 6 de maio de 2002   | Fevereiro de 2003       |
|      | 3    | 3 de agosto de 2003 | 18 de abril de 2004     |
|      | 4    | 6 de junho de 2010  | 22 de fevereiro de 2015 |

## História
A primeira fase, foi ao ar entre 1º de março de 1998, e o final de março de 2000, aos domingos à noite. A segunda fase foi exibida de 6 de maio de 2002  à fevereiro de 2003, de segunda a sexta-feira. A terceira fase do programa foi exibida novamente aos domingos à noite entre 3 de agosto de 2003  a 18 de abril de 2004, quando Marília voltou a TV Globo.
Após 6 anos de hiato, a atração voltou ao ar no dia 6 de junho de 2010, no horário da meia-noite, às segundas, logo após o Programa Silvio Santos  e ficou no ar  até 22 de fevereiro de 2015.
Os convidados ficavam cara a cara com Marília Gabriela, considerada a melhor entrevistadora do brasil. O assunto variava conforme o dia e o convidado. Política, esporte, música, artes, comportamento, ciência, economia e tecnologia eram temas pertinentes discutidos na atração.
No dia 21 de setembro de 2011, o programa ganha mais um dia de exibição. Nas quartas-feiras, às 00:30.
O programa possui um cenário com fundo escuro para criar uma intimidade com o convidado que senta-se, literalmente, de frente com a apresentadora.
Em 20 de janeiro de 2015, a apresentadora rescindiu o contrato e anunciou sua saída da atração e da TV aberta.
O programa foi exibido até o fim de fevereiro após a grade do canal sofrer uma reformulação. No mês de março, foi substituído pelo jornalístico Conexão Repórter.

## Premiações
| Ano  | Prêmio          | Categoria                      | Resultado |
| ---- | --------------- | ------------------------------ | --------- |
| 2000 | Troféu Imprensa | Melhor Programa de entrevistas | Venceu    |
| 2011 | Troféu Internet | Melhor Programa de entrevistas | Venceu    |
| 2012 | Troféu Internet | Melhor Programa de entrevistas | Venceu    |
| 2013 | Troféu Internet | Melhor Programa de entrevistas | Venceu    |
| 2014 | Troféu Imprensa | Melhor Programa de entrevistas | Venceu    |
| 2015 | Troféu Imprensa | Melhor Programa de entrevistas | Venceu    |